# Seleznivka
Seleznivka (în ucraineană Селезнівка) este o așezare de tip urban din raionul Perevalsk, regiunea Luhansk, Ucraina. În afara localității principale, mai cuprinde și satul Utkîne.

## Demografie
Componența lingvistică a așezării de tip urban Seleznivka
     Rusă (66,35%)
     Ucraineană (33,34%)
     Alte limbi (0,06%)
Conform recensământului din 2001, majoritatea populației așezării de tip urban Seleznivka era vorbitoare de rusă (66,35%), existând în minoritate și vorbitori de ucraineană (33,34%).